# Треба (коммуна)
Треба́ (фр. Trébas, окс. Trebàs) — коммуна во Франции, находится в регионе Юг — Пиренеи. Департамент — Тарн. Входит в состав кантона Кармо-1 Ле-Сегала. Округ коммуны — Альби.
Код INSEE коммуны — 81303.

## География
Коммуна расположена приблизительно в 550 км к югу от Парижа, в 95 км северо-восточнее Тулузы, в 27 км к востоку от Альби.
На юге коммуны протекает река Тарн.

## Климат
Климат умеренно-океанический. Зима мягкая и дождливая, лето жаркое с частыми грозами. Ветры довольно редки.

## История
20 мая 1835 года к территории коммуны была присоединена часть упразднённой коммуны Ларок-Руказель (фр. Laroque-Roucazel), другая часть была присоединена к коммуне Кадикс.

## Население
Население коммуны на 2010 год составляло 412 человек.
| 1962 | 1968 | 1975 | 1982 | 1990 | 1999 | 2010 |
| ---- | ---- | ---- | ---- | ---- | ---- | ---- |
| 322  | 304  | 289  | 326  | 311  | 347  | 412  |

## Экономика
В 2007 году среди 208 человек в трудоспособном возрасте (15—64 лет) 118 были экономически активными, 90 — неактивными (показатель активности — 56,7 %, в 1999 году было 70,6 %). Из 118 активных работали 110 человек (59 мужчин и 51 женщина), безработных было 8 (5 мужчин и 3 женщины). Среди 90 неактивных 22 человека были учениками или студентами, 38 — пенсионерами, 30 были неактивными по другим причинам.

## Фотогалерея

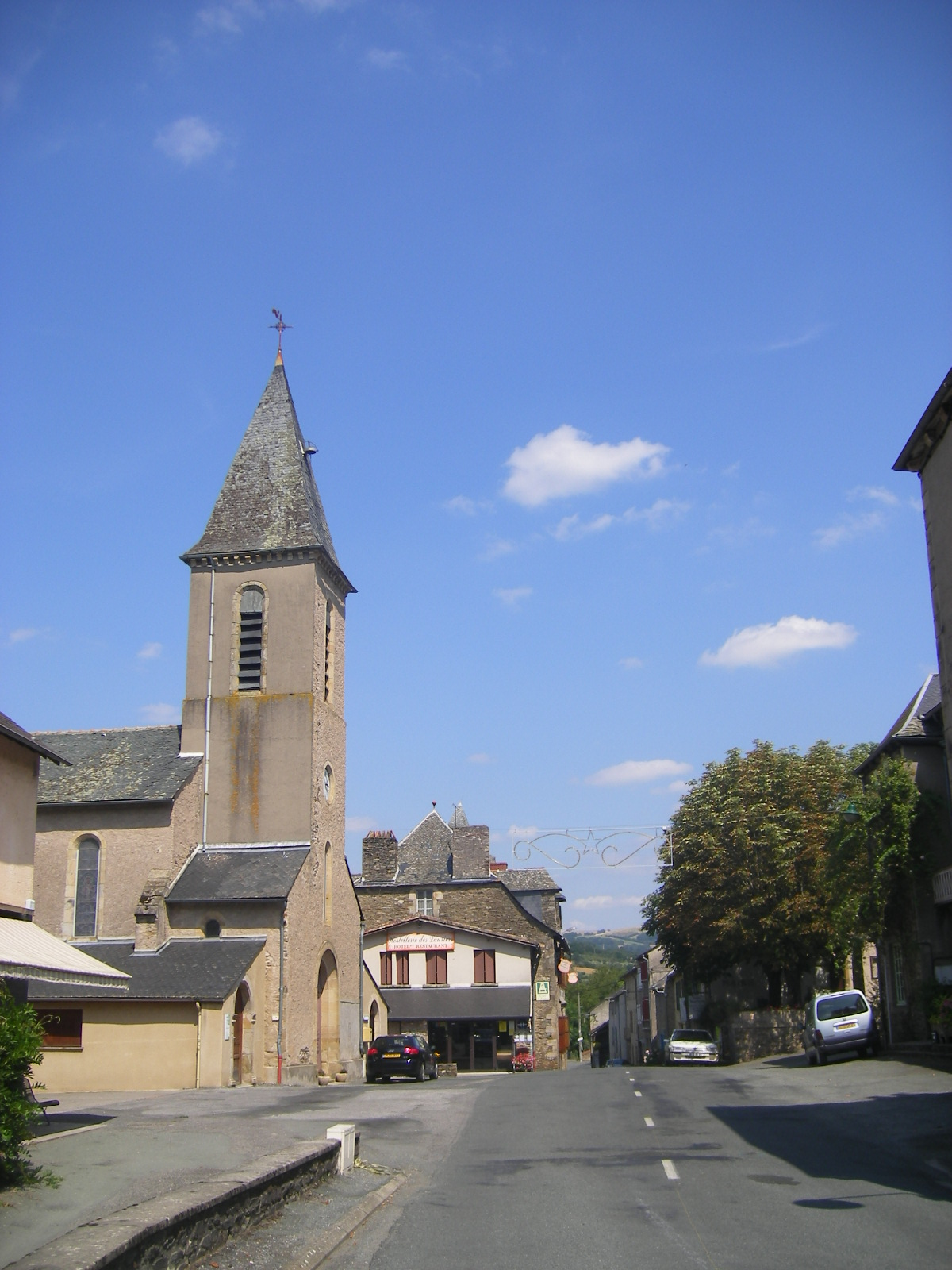
Треба
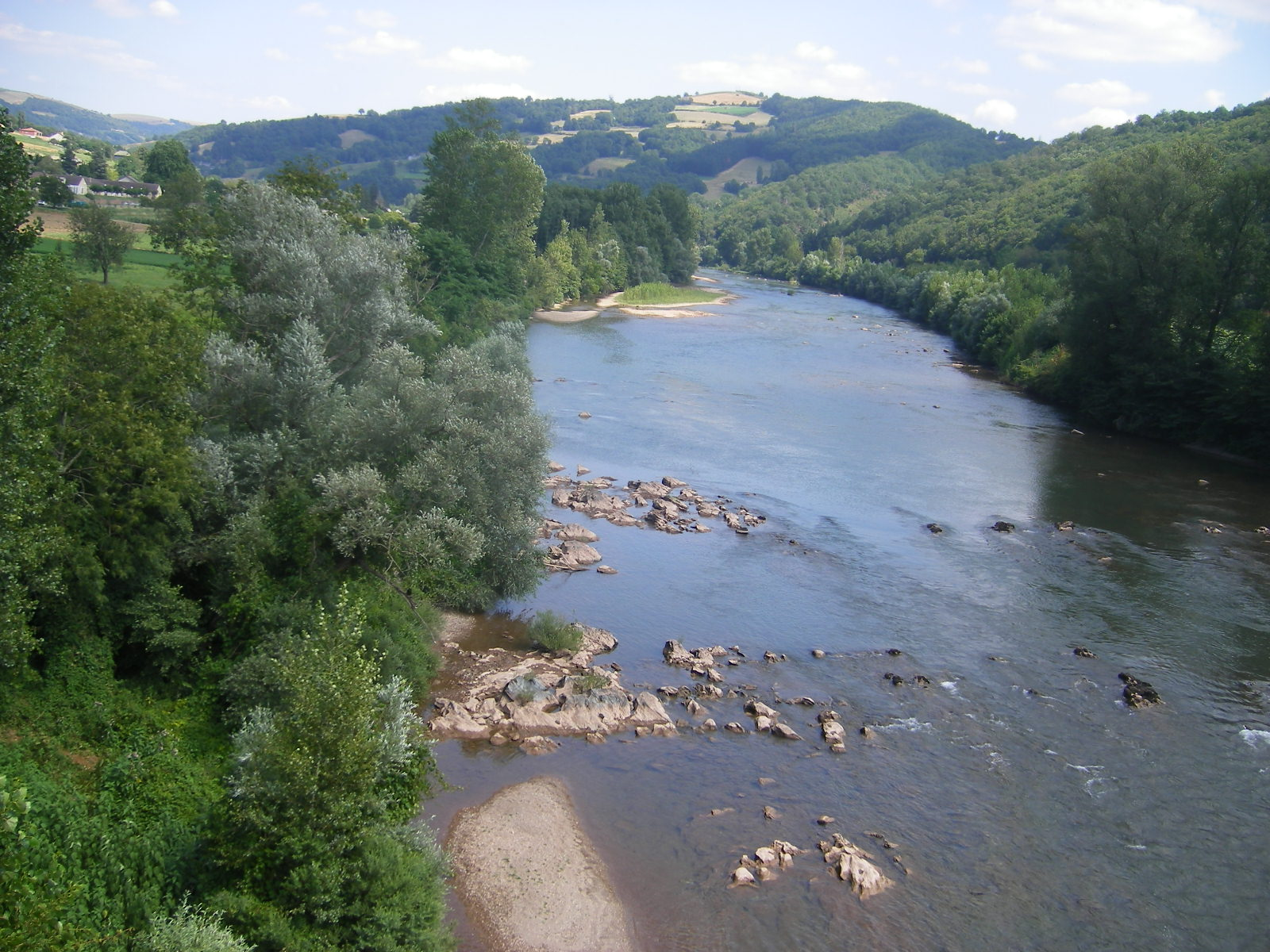
Река Тарн
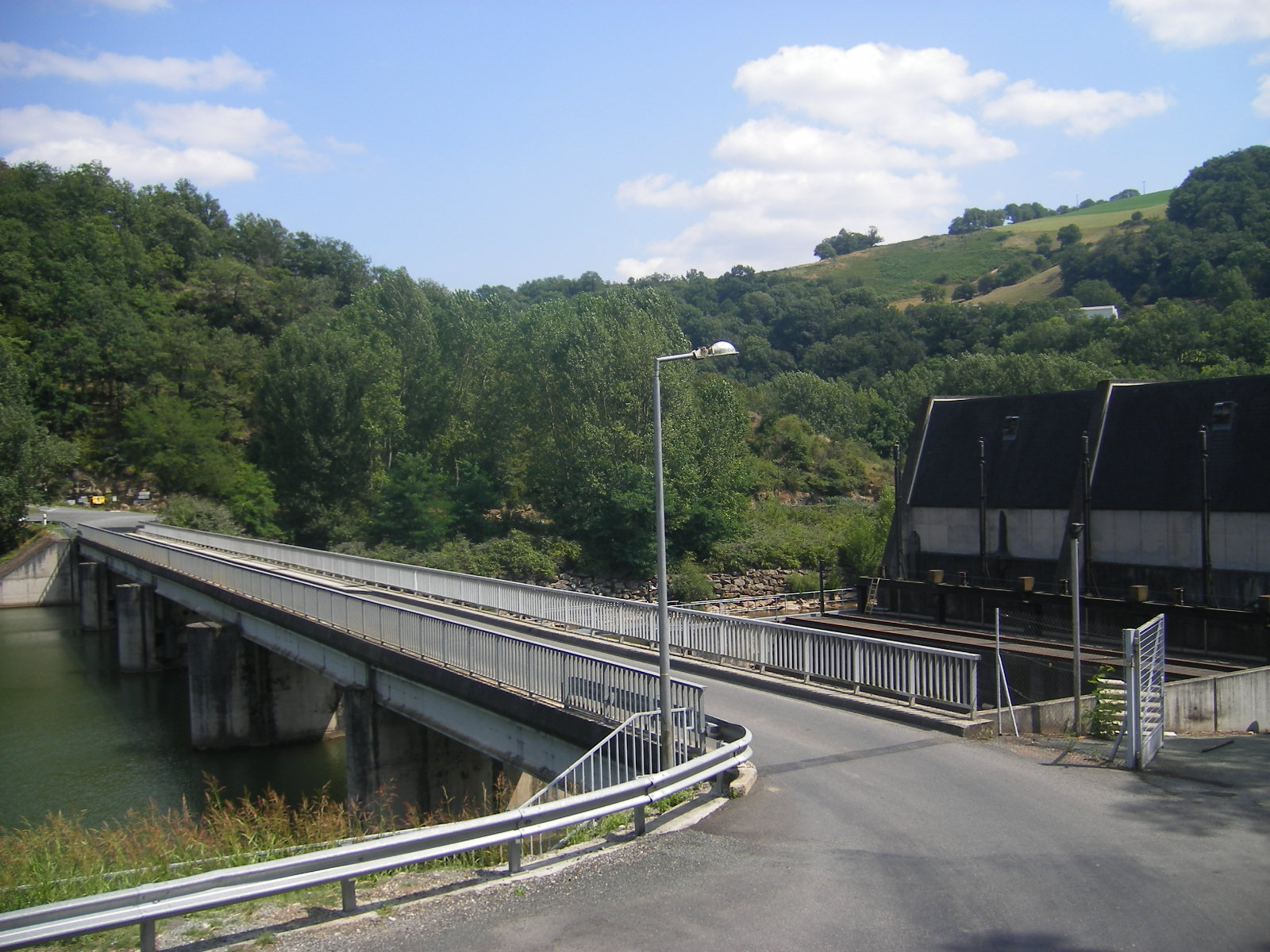
Мост и дамба через реку Тарн
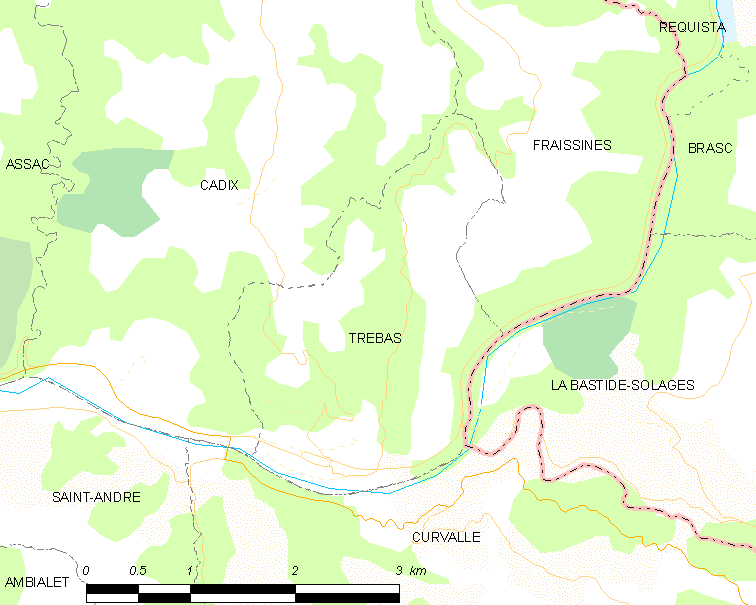
Карта коммуны